# Paola Rey
Paola Andrea Rey Arciniegas (San Gil, Santander, 19 de desembre de 1979) és una actriu i model colombiana. Coneguda per interpretar a diversos personatges en telenoveles com Jimena Elizondo a Pasión de Gavilanes.

## Biografia
Es filla de José Domingo Rey i Cecilia Arciniegas, té una germana que es diu Alexandra i un germà que el seu nom és José Alberto. Va escollir la carrera de Ingeneria Industrial per la seva gran capacitat d'estudi. Sens dubte en el moment que es convertí en actriu televisiva va haver de deixar la seva carrera.

## Vida Personal
Va tenir un breu romance amb el cantant Luis Fonsi. Actualment està casada amb l'actor Juan Carlos Vargas, que va conèixer mentre gravaven la telenovela Montecristo. Pare dels seus dos fills, Oliver; nascut al juliol del 2013 i Leo; nascut al maig del 2018.
Té molt bona amistat amb l'actor Juan Alfonso Baptista.

## Filmografia

### Televisió
| Any             | Títol                      | Personatge                                 |
| --------------- | -------------------------- | ------------------------------------------ |
| 2019            | Las muñecas de la mafia    | Brenda                                     |
| 2015-2016       | Sala de urgencias          | Carolina Hernández                         |
| 2012-2013       | Pobres Rico                | Mariela Siachoque                          |
| 2009-2010       | Las detectivas y el Víctor | María Isabel "Chabela" Rodríguez Gutiérrez |
| 2007-2008       | Montecristo                | Laura Franco                               |
| 2006-2007       | Decisiones                 | Varios personajes                          |
| 2006-2007       | Amores de mercado          | Lucía Savater Martínez de Leyra            |
| 2004-2005       | La mujer en el espejo      | Juliana Soler / Maritza Ferrer             |
| 2003-2004, 2022 | Pasión de gavilanes        | Jimena Elizondo Acevedo de Reyes           |
| 2000-2001       | La Baby Sister             | Fabiana Estrella Rivera Chitiva            |
| 1999-2000       | ¿Por qué diablos?          | Jazmin 'Jaz' Cordero                       |
| 1998-1999       | Corazón prohibido          | Paola Andrea                               |
| 1998            | Sín límites                | Camila                                     |
| 1996-1998       | Fuego verde                | Graciela                                   |

### Cinema
| Any  | Títol                   | Personatge          |
| ---- | ----------------------- | ------------------- |
| 2019 | Sofía                   | Sofía               |
| 2017 | La Man Cave             | Pao                 |
| 2014 | Espejos                 | Inga                |
| 2002 | Como el gato y el ratón | Giovanna Cristancho |

## Premis i Nominacions

### Premis India Catalina
| Any  | Categoria                               | Telenovela o Sèrie         | Resultat |
| ---- | --------------------------------------- | -------------------------- | -------- |
| 2013 | Millor Actriu Protagònica de Telenovela | Pobres Rico                | Nominada |
| 2010 | Millor Actriu Protagònica de Telenovela | Las detectivas y el Víctor | Nominada |
| 2001 | Millor Actriu Protagònica               | La Baby Sister             | Nominada |
| 2000 | Millor Actriu de Repart                 | ¿Por qué diablos?          | Ganadora |
| 1998 | Millor Actriu Revelació del Any         | Fuego verde                | Ganadora |

### Premis TV i Telenoveles
| Any  | Categoria                               | Telenovela o Sèrie         | Resultat |
| ---- | --------------------------------------- | -------------------------- | -------- |
| 2013 | Millor Actriu Protagònica de Telenovela | Pobres Rico                | Nominada |
| 2010 | Millor Actriu Protagònica               | Las detectivas y el Víctor | Nominada |
| 2006 | Millor Actriu Protagònica               | La mujer en el espejo      | Nominada |
| 2000 | Millor Actriu Antagònica                | ¿Por qué diablos?          | Nominada |
| 1997 | Millor Actriu Revelació                 | Fuego verde                | Ganadora |

### Altres Premis Obtinguts
- Premi Dos d'Or de Veneçuela a Millor Actriu Protagonista juntament amb Danna García i Natasha Klauss per Pasión de Gavilanes.
- Premi Orquídea USA a Millor Actriu Protagonista juntament amb Danna García i Natasha Klauss per Pasión de Gavilanes.

- Premi ACE NY al Rostro Femení de la Televisió per La mujer en el espejo.
- Premi Latin Pride a Millor Actriu per Amores de Mercado
- Premi Mana per l'Aport a la Dona.